# Lagynodes flavus
Lagynodes flavus är en stekelart som beskrevs av Alan Parkhurst Dodd 1914. Lagynodes flavus ingår i släktet Lagynodes och familjen trefåresteklar. Inga underarter finns listade i Catalogue of Life.